# Yin (branche terrestre)
Pour les articles homonymes, voir Yin (homonymie).
Yin (寅, pinyin : yín) est la troisième branche terrestre du cycle sexagésimal chinois, précédée par chou et suivie par mao.
Dans l'astrologie chinoise, yin correspond au signe du tigre.  Dans la théorie des cinq éléments, yin est de l'élément bois, et dans la théorie du yin et du yáng, au yáng. En tant que point cardinal, yin représente par rapport au nord une direction de 60° dans le sens des aiguilles d'une montre (direction 2 h).
Le mois du yin correspond au 1er mois du calendrier lunaire chinois et l’heure du yin, ou « heure du tigre » à la période allant de 3 à 5 h du matin.

## Combinaisons dans le calendrier sexagésimal
Dans le cycle sexagésimal chinois, la branche terrestre yin peut s'associer avec les tiges célestes bing, wu, geng, ren et jia pour former les combinaisons :
- Bingyin
- Wuyin
- Gengyin
- Renyin
- Jiayin